# Sandgrasheide Pettstadt

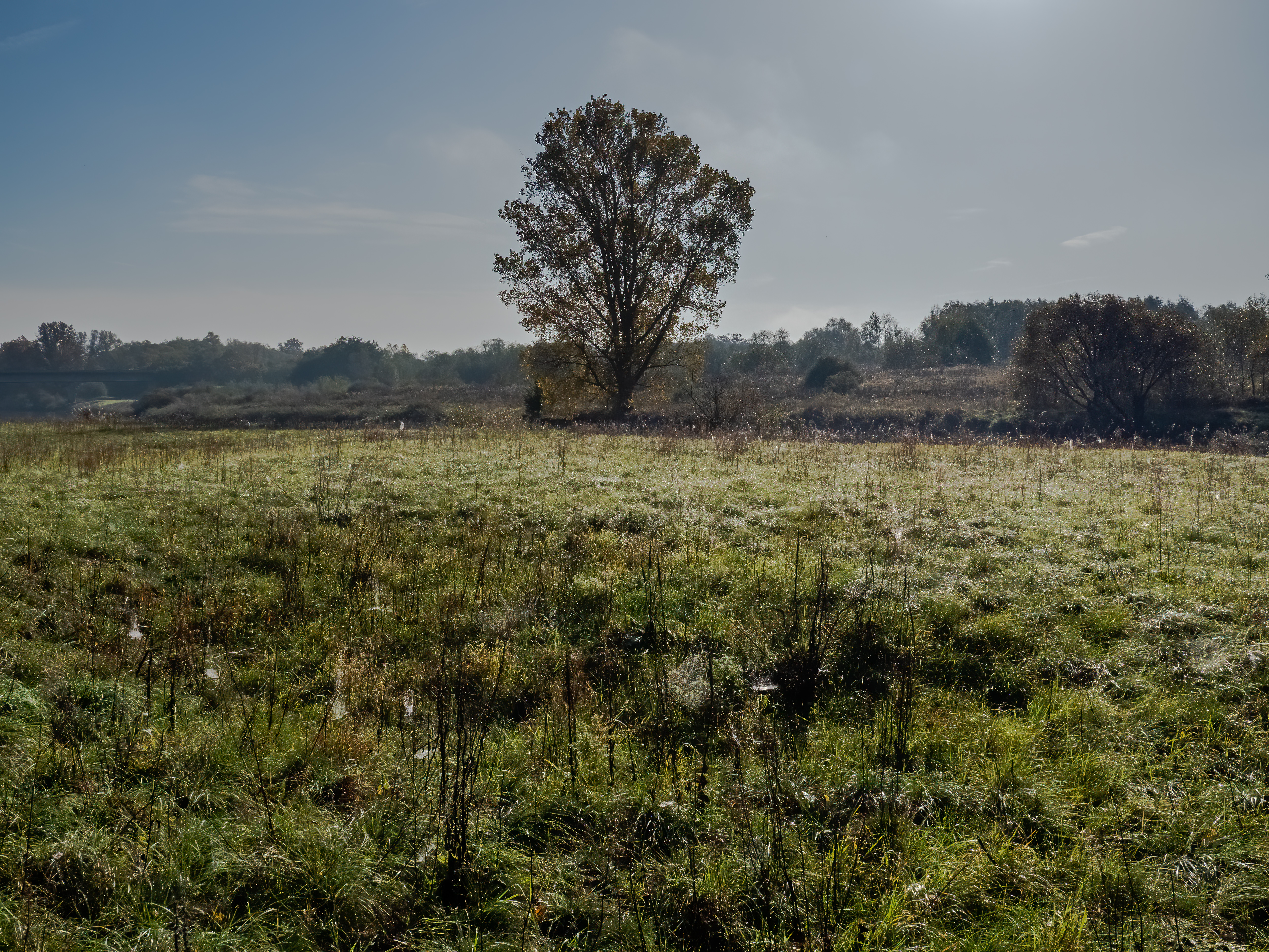
Naturschutzgebiet Sandgrasheide Pettstadt (Oktober 2019)

Das Naturschutzgebiet Sandgrasheide Pettstadt liegt auf dem Gebiet der Gemeinde Pettstadt im Landkreis Bamberg in Oberfranken. Das kleinste Naturschutzgebiet im Landkreis erstreckt sich östlich des Hauptortes Pettstadt direkt an der am südlichen und westlichen Rand fließenden Regnitz. Unweit östlich verläuft die B 505.

## Bedeutung
Das 7,33 ha große Gebiet mit der Nr. NSG-00111.01 wurde im Jahr 1978 unter Naturschutz gestellt. Es ist ein Reliktvorkommen des Vegetationstyps Sandgrasheide, der früher im Regnitz- und Maintal verbreitet war.